# 오시팔교
오시팔교(五時八敎)는 천태대사(天台大師) 지의(智顗, 538년~597년)가 주장한 중국 천태종(天台宗)의 교판(敎判)이다. 오시팔교는 오시(五時) · 화의사교(化儀四敎) · 화법사교(化法四敎)를 통칭하는 낱말이다. 지의는 화의사교(化儀四敎) · 화법사교의 두 방면에서 제반 불교 경전을 비판적으로 체계화했다.

## 오시
지의는 고타마 붓다의 모든 설법을 시간적인 순서에 따라 다음과 같이 5시(五時)로 나누었다.
1. 화엄시(華嚴時): 고타마 붓다가 깨달음을 성취한 당시에 그 깨달은 내용을 바로 설한 때
2. 녹원시(鹿苑時): 정도를 낮추어 《아함경(阿含經)》, 즉 소승을 설한 때
3. 방등시(方等時): 소승을 버리고 대승에 들어가게 하는 설법을 한 때
4. 반야시(般若時): 대승과 소승을 별개의 것으로 보는 편집(偏執)을 제거한 때
5. 법화열반시(法華涅槃時): 올바른 진실의 가르침을 설한 때

## 팔교

### 화의사교
한편, 지의는 가르치고 인도하는 형식 및 방법상으로는 다음과 같이 4교(四敎)로 나누어서 이것을 화의사교(化儀四敎: 교화를 시키는 네 가지 방법)라고 하였다.
1. 돈교(頓敎): 곧장 부처의 깨달음을 설하는 가르침 방법
2. 점교(漸敎): 얕은 곳에서 깊은 곳으로 향하는 가르침 방법
3. 비밀교(秘密敎): 모두에게 알리지 않고 특정한 사람에게 그 사람에게 적절한 가르침을 베푸는 가르침 방법
4. 부정교(不定敎): 모두에게 알리는 형식으로 듣는 자의 능력에 따라 체득되게 하는 가르침 방법

### 화법사교
또한, 지의는 가르침의 내용상으로 4교(四敎)로 나누어서 이것을 화법사교(化法四敎: 네 가지 가르침)라고 하였다.
1. 삼장교(三藏敎): 소승교(小乘敎: 소승의 가르침), 줄여서 장교(藏敎)라고도 한다.
2. 통교(通敎): 3승(三乘)에 통하는 대승교(大乘敎: 대승의 가르침)
3. 별교(別敎): 성문연각(聲聞緣覺)과는 별도의 보살만을 대상으로 가르침으로, 가르침만으로 모든 것을 차별면에서 바라보는 가르침
4. 원교(圓敎): 부처의 깨달음 그대로 모든 것을 원융하는 가르침

## 같이 보기
- 교판
- 오교십종

## 참고 문헌
- 이 문서에는 다음커뮤니케이션(현 카카오)에서 GFDL 또는 CC-SA 라이선스로 배포한 글로벌 세계대백과사전의 내용을 기초로 작성된 글이 포함되어 있습니다.